# Међународни филмски фестивал „Први кадар“
Међународни филмски фестивал „Први кадар“ је културна манифестација Републике Српске која за циљ има популаризацију филмске умјетности, а одржава се у Источном Сарајеву од 2006. године.

## Историјат
Међународни филмски фестивал „Први кадар“ је фестивал документарног и кратког играног филма, међународног карактера, чији је основни циљ едукација публике, првенствено кроз афирмацију филмова насталих у домаћој продукцији. Едукативна страна фестивала „Први кадар“ се огледа у организованим посјетама публике пројекцијама, која едукује младу филмску публику у срединама у којима не постоји бископски живот и чија културна политика нема јасан план задовољења културних потреба становништва. На овај начин млади се упознају са различитим филмским школама и приступима савременом документаристичком изразу и подстичу на креативано доживљавање стварности. Значај овог фестивала препознала је поред локалних заједница, као и града Источног Сарајева, и сама влада Републике Српске, која се редовно укључује и у саму организацију фестивала, а покровитељ фестивала је Министарство просвјете и културе Републике Српске.
„Први кадар“ у кроз различите филмске форме и изражаје, на посебан начин доприноси развоју домаће кинематографије, али прије свега има велику улогу у поновном оживљавању биоскопског живота у Источном Сарајеву. Поред такмичарском програма, током фестивалских дана, одржавају се и специјалне пројекџије филмова, како домаћих, тако и страних аутора. Најмалађа публика, је важан чинилац самог фестивала, па се за њих организује дјечији филмски програм „Кидс фест“ гдје се приказује одређен број свјетских анимираних филмова. Оснивач и организатор већег броја културних манифестација у Источном Сарајеву, између осталог и Међународног фестивала луткарских позоришта за дјецу „Лут фест“, је Форум Театар из Источног Сарајева.

## Мјесто одржавања
Фестивал се одржава у просторијама Културног центра Источно Ново Сарајево, установе која је  постала центар културних дешавања града Источног Сарајева.

## Споменик
Поводом 10. јубиларног Међународног фестивала документарног и кратког играног филма „Први кадар“ откривена је реплика стећка кнеза Павла испред Културног центра у Источном Новом Сарајеву. Оригинални стећак Кнеза Павла се налази на Павловцу, и сматра се да је то мјесто почивања великог кнеза. Реплика стећка кнеза Павла је постављена испред улаза у Матичну библиотеку.
- Стећак кнеза Павла
- Легенда